# Catawiki
Catawiki è una piattaforma di aste online per l'acquisto e la vendita di oggetti speciali e da collezione.
Catawiki è stata fondata nel 2008 come comunità online per collezionisti e dal 2011 ospita aste online settimanali, in varie categorie come fumetti vintage, modellini di treni, monete, orologi, arte, gioielli e auto d'epoca.

## Storia
Catawiki è stata fondata da René Schoenmakers, un collezionista di fumetti olandese, e da Marco Jansen, uno sviluppatore olandese. È andato online il 10 settembre 2008 come un compendio online di cataloghi da collezione e concentrandosi inizialmente sui fumetti, per poi riguardare oggetti come francobolli, monete e schede telefoniche. Il nome Catawiki è un portmanteau delle parole catalogo e wiki.
Il sito era originariamente in olandese, ma è stato reso disponibile in inglese nel 2011, in francese e tedesco nel 2012 e in spagnolo, italiano e cinese nel 2015.

## Modello di business
Catawiki cura aste settimanali dal 2011, attraverso una serie di categorie come arte, libri, curiosità, modellini di treni, francobolli, vino e auto d'epoca. Le aste di Catawiki sono solo online e sono aperte a tutti. I vincitori pagano ciò che offrono tramite un servizio di pagamento sicuro e ricevono successivamente l'oggetto dal venditore. Catawiki gestisce una rete di oltre 100 esperti che valutano, autenticano e curano gli oggetti.
Il sito guadagna facendo pagare all'acquirente il 9% e al venditore il 12,5% (IVA esclusa) del prezzo di vendita.